# 巨叉深山锹甲
巨叉深山锹甲（学名：Lucanus hermani）一种分布于中国南方地区的大型甲虫，隶属于锹甲科深山锹甲属，属于中国国家二级保护动物。